# Belobreșca
Belobreșca (serb. Белобрешка) – wieś w Rumunii, w okręgu Caraș-Severin, w gminie Pojejena. W 2011 roku liczyła 567 mieszkańców. 